# Zgromadzenie Narodowe (Benin)
Zgromadzenie Narodowe Beninu (fr. Assemblé National du Bénin) – jednomandatowy parlament Beninu, główny organ władzy ustawodawczej w tym kraju. Składa się z 83 członków wybieranych na czteroletnią kadencję z zastosowaniem ordynacji proporcjonalnej. Ostatnie wybory odbyły się 31 marca 2007 roku. 